# ثنا فخر
ثنا فخر (به انگلیسی: Sana Fakhar) (زاده ۱۶ ژوئن ۱۹۷۹) بازیگر و مدل پاکستانی است.
از کارهای معروف او می‌توان به بازی در فیلم قافله اشاره کرد.